# Cylloceria tenuicornis
Cylloceria tenuicornis là một loài tò vò trong họ Ichneumonidae.